# Perrigny-sur-Armançon
Perrigny-sur-Armançon är en kommun i departementet Yonne i regionen Bourgogne-Franche-Comté i norra Frankrike. Kommunen ligger i kantonen Ancy-le-Franc som tillhör arrondissementet Avallon. År 2022 hade Perrigny-sur-Armançon 125 invånare.

## Befolkningsutveckling
Antalet invånare i kommunen Perrigny-sur-Armançon
| Referens: INSEE |